# Domenico Barbaia
Domenico Barbaia, italijanski impresarij (prireditelj umetniških prireditev), * 1778, Milano, Italija, † 16. oktober 1841, Posillipo pri Neaplju, Italija.
Pred delom, povezanim z gledališčem, je delal v kavarni. Pripisujejo mu iznajdbo kapučina.
Nato je deloval v raznih gledališčih (Teatro San Carlo, dunajska gledališča, La Scala).
Tam je sodeloval s pomembnimi skladatelji svojega časa (Gaetano Donizetti, Vincenzo Bellini, Gioacchino Rossini, Carl Maria von Weber).
Nekaj časa je živel s špansko operno pevko Isabello Colbran.